# Norderwöhrden
Norderwöhrden er en kommune i det nordlige Tyskland, beliggende i Amt Kirchspielslandgemeinde Heider Umland i den centrale del af Kreis Dithmarschen. Kreis Dithmarschen ligger i den sydvestlige del af delstaten Slesvig-Holsten.

## Geografi
Kommunen er beliggende i Nordsømarsken i trekanten mellem Heide, Büsum og Wesselburen vest for motorvejen A23. Kommunen ligger dermed på linje med Wöhrden, Hassenbüttel og Wesselburen, der er de ældste bebyggelser fra tidlig middelalder, dengang direkte ud til Nordsøen.
I kommunen ligger bebyggelserne Dellweg, Edemannswurth, Edemannswisch, Nannemannshusen, Oeverwisch, Poppenhusen, Wennemannswisch og Wellinghusen.

### Nabokommuner
Nabokommuner er (med uret fra nordvest) kommunerne Oesterwurth, Neuenkirchen og Wesseln, byen Heide samt kommunerne Lohe-Rickelshof, Wöhrden og Wesselburener Deichhausen (alle i Kreis Dithmarschen).